# Drance d'Entremont
Pour les articles homonymes, voir Drance et Entremont.
La Dranse d'Entremont est un cours d'eau de Suisse. Son cours est situé dans le canton du Valais. Avec la Drance de Bagnes la Drance d'Entremont forme la Drance qui rejoint le Rhône à Martigny. 

## Parcours
La Drance d'Entremont prend sa source dans les Alpes au nord de la frontière entre l'Italie et la Suisse, à proximité du col du Grand-Saint-Bernard. Elle arrose le Val d'Entremont et est l'émissaire du lac des Toules (lac artificiel). À Orsières, elle reçoit les eaux de la Drance de Ferret sur sa rive gauche. À Sembrancher elle reçoit sur sa rive droite la Drance de Bagnes et devient la Drance.